# Gustave Bouvier
Gustave Bouvier, né le 1er septembre 1854 à Jolimetz (Nord) et décédé le 23 août 1917 à Marchipont (Belgique), est un homme politique français.

## Biographie
Propriétaire agriculteur, il est maire de Rombies et  conseiller général. Il est député de la 1re circonscription de Valenciennes de 1910 à 1914, inscrit au groupe de la Gauche radicale.

## Sources
- « Gustave Bouvier », dans le Dictionnaire des parlementaires français (1889-1940), sous la direction de Jean Jolly, PUF, 1960 [détail de l’édition]